# Richard Speck
Richard Benjamin Speck (* 6. Dezember 1941 in Kirkwood, US-Bundesstaat Illinois; † 5. Dezember 1991 in Joliet, Illinois) war ein US-amerikanischer Massenmörder, der an einem Abend acht Schwesternschülerinnen ermordete. 

## Morde
Richard Speck überfiel in der Nacht vom 13. auf den 14. Juli 1966 mit einem Messer bewaffnet ein Schwesternwohnheim in South Deering, Chicago. Laut eigener Aussage wollte er zunächst einen Raub begehen. Während der Tat beschloss Speck allerdings, die im Wohnheim anwesenden neun Schwesternschülerinnen zu ermorden, damit sie ihn nicht identifizieren konnten. Speck fesselte die Frauen und schleppte sie in verschiedene Räume. Dort tötete er sie durch Erstechen, Strangulieren oder Aufschlitzen der Kehle. Nach der Tat kursierte vor allem in US-amerikanischen Medien die Geschichte, er habe alle Opfer vergewaltigt. In einem späteren Gespräch mit dem amerikanischen Profiler John Douglas (Die Seele des Mörders, Jäger in der Finsternis) erklärte Speck demgegenüber, dass er nur das letzte Opfer vergewaltigt habe. Während er die Frauen nach und nach aus dem Raum zerrte, verlor er allerdings die Übersicht. So versteckte sich eine von ihnen unter einem Bett und wurde vom Täter schlicht vergessen. 
Nach der Bluttat verließ Speck das Wohnheim. Die überlebende Frau alarmierte die Polizei und konnte den Beamten eine ziemlich exakte Täterbeschreibung geben. Unter anderem informierte sie die Beamten darüber, dass der Täter eine Tätowierung mit der Aufschrift „Born to Raise Hell“ auf dem linken Arm hatte. Nachdem dieser Hinweis an die Krankenhäuser der Stadt Chicago geschickt worden war, konnte Speck wenige Tage später verhaftet werden. Er wollte in einem Krankenhaus eine Wunde behandeln lassen, wobei ein Arzt die Tätowierung erkannte. 
Speck hatte bereits vor der Tat im Wohnheim zahlreiche Verbrechen begangen. Bereits im Alter von zwanzig Jahren war er über vierzig mal verhaftet worden. Auch mehrere Morde und Vergewaltigungen hatte er bereits begangen. So tötete er eine Kellnerin, die auf seine Annäherungsversuche nicht eingegangen war, eine 65-jährige Frau beraubte und ermordete er.
Im folgenden Prozess wurde Speck zum Tode verurteilt. Allerdings erklärte der Oberste Gerichtshof der Vereinigten Staaten im Jahre 1972 noch vor seiner Hinrichtung die Todesstrafe für verfassungswidrig, womit alle vorher gefassten Todesurteile umgewandelt werden mussten. Richard Speck erhielt daraufhin insgesamt acht Freiheitsstrafen zwischen 50 und 150 Jahren. In den folgenden Jahren wurden mehrere Anträge auf Begnadigung abgewiesen.
Eine Zeit lang gab es das Gerücht, dass Speck in dem geschlechtsbestimmenden 23. Chromosomenpaar ein zusätzliches Y-Chromosom habe. Die Annahme, dass diese genetische Anomalie kriminalitätsfördernd wirkte, gilt weder als widerlegt noch als bewiesen. Die Diagnose eines XYY-Syndroms stellte sich später als falsch heraus.
Am 5. Dezember 1991 starb Speck in seiner Zelle an einem Herzinfarkt.
Nach seinem Tod wurde ein Video entdeckt, das Speck bei Drogenpartys und Sexspielen im Gefängnis zeigt und in dem er scherzend über die Morde an den Schwesternschülerinnen spricht („Es war einfach nicht ihre Nacht!“). Eine weitere Aussage wurde später immer wieder als Argument für die Wiedereinführung der Todesstrafe eingesetzt: „Wenn sie wüssten, wie viel Spaß ich hier habe, würden sie mich sofort freilassen.“

## Rezeption
1966 malte Gerhard Richter den Bildzyklus Acht Lernschwestern (WVZ 130) nach einem Zeitungsausschnitt, der die Passbilder der acht ermordeten jungen Frauen zeigt. Der Zeitungsausschnitt befindet sich im Atlas des Künstlers auf Tafel 8. 1971 fertigte Gerhard Richter drei weitere Fassungen im gleichen Format als Schwarzweißfotografien (WVZ 130a/130b/130c).
Robert F. Kennedy kritisierte 1968 die Maßzahl des Bruttosozialprodukts als sehr einseitige Größe, die lediglich einen Warenumsatz messe, aber nicht die wirklich wertvollen Dinge. Unter den Dingen, deren Kauf das Bruttosozialprodukt gesteigert hatten, nannte er verschiedene Waffen, darunter auch Specks Messer.
Im 1970 erstmals veröffentlichten, 1989 im Band Waving From Shore erneut abgedruckten Gedicht Apocryphal Story reflektiert die spätere Pulitzer-Preisträgerin Lisel Mueller Specks anfängliche (Falsch-)Aussage, keinerlei Erinnerungen an seine Taten zu haben.
Der 1976 unter der Regie von Denis Héroux entstandene Film Die Hinrichtung (Naked Massacre) mit Mathieu Carrière in der Hauptrolle zeichnet Richard Specks Taten im Schwesternwohnheim nach, verlegt die Handlung jedoch in das nordirische Belfast der 1970er Jahre. 
2002 verfilmte Keith Walley unter dem Titel Speck (The Richard Speck Story) dessen Taten.
2007 erschien mit Chicago Massacre: Richard Speck eine weitere Verfilmung seines Lebens. Regie führte Michael Feifer und die Rolle des Richard Speck übernahm Corin Nemec. 
Das Trashfilmstudio The Asylum brachte 2012 mit 100 Ghost Street – The Return of Richard Speck einen Film heraus, der lose an Specks Morde angelehnt ist.
In der fünften Staffel der Serie Mad Men wurde wiederholt auf Specks Taten Bezug genommen. In Folge 9 der ersten Staffel der Netflix-Serie Mindhunter geht es unter anderem um Specks Morde. Auch in der 11. Staffel der Serie Criminal Minds wurde auf ihn Bezug genommen.

## Belege
1. ↑  Welt online, abgerufen am 2. Juni 2013
2. ↑  Robert F. Kennedy: Remarks at the University of Kansas, March 18, 1968. In: John F. Kennedy Presidential Library and Museum > The Kennedy Family > Robert F. Kennedy > Robert F. Kennedy Speeches. 18. März 1968, abgerufen am 16. August 2020 (englisch).
3. ↑  Mueller, Lisel: Waving From Shore. Poems, Baton Rouge: Louisiana State University Press 1989. S. 30

| Personendaten    | Personendaten                                |
| ---------------- | -------------------------------------------- |
| NAME             | Speck, Richard                               |
| ALTERNATIVNAMEN  | Speck, Richard Benjamin (vollständiger Name) |
| KURZBESCHREIBUNG | US-amerikanischer Serienmörder               |
| GEBURTSDATUM     | 6. Dezember 1941                             |
| GEBURTSORT       | Kirkwood, Illinois, Vereinigte Staaten       |
| STERBEDATUM      | 5. Dezember 1991                             |
| STERBEORT        | Joliet, Illinois, Vereinigte Staaten         |